# Zamek w Trembowli
Zamek w Trembowli (ukr. Теребовлянський замок) – ruiny zamku zbudowanego w latach 1340-1360 przez króla Kazimierza Wielkiego. Położona na krawędzi jaru Gniezny, w pobliżu jej ujścia do Seretu.

## Historia
Wg Kroniki katedralnej krakowskiej zamek w Trembowli zbudował król Kazimierz Wielki w drugiej połowie XIV wieku. W roku 1448 zatrzymał się tu Kazimierz Jagiellończyk. W roku 1534 zamek rozbudował kasztelan krakowski Andrzej Tęczyński. W 1631 roku zamek przebudował starosta trembowelski Andrzej Bałaban. Kozacy zdobyli go w 1648 roku, lecz po odzyskaniu go przez Polaków stawiał często skuteczny opór Kozakom, Turkom i Tatarom. Zamek stał się ważną twierdzą po zaborze Podola przez Turcję w 1671 roku i zasłynął w roku 1675 bohaterską obroną przed Tatarami i Turkami.
W XVIII-XIX w. zamek popadł w ruinę z powodu zaniedbania. Przed 1939 w otoczeniu ruin zamku ustanowiono pomnik Zofii Chrzanowskiej.

## Galeria

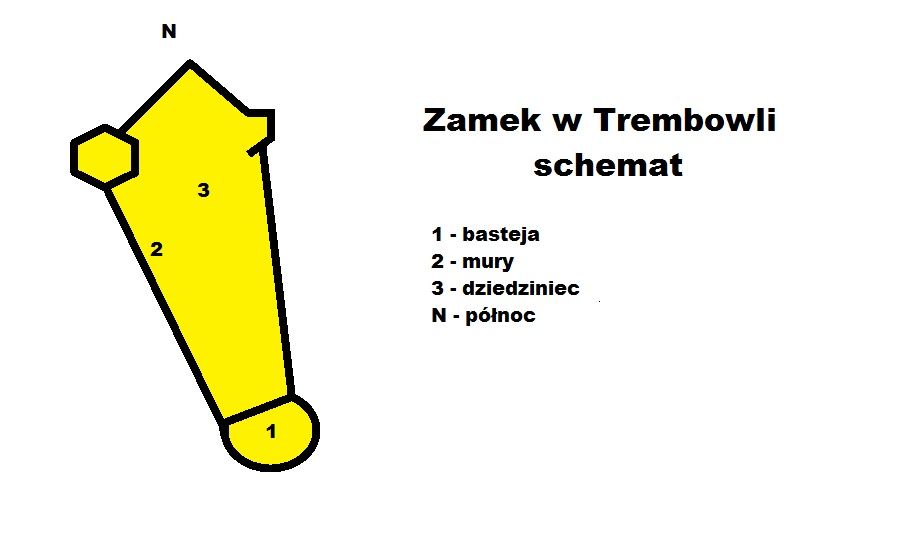
Plan zamku
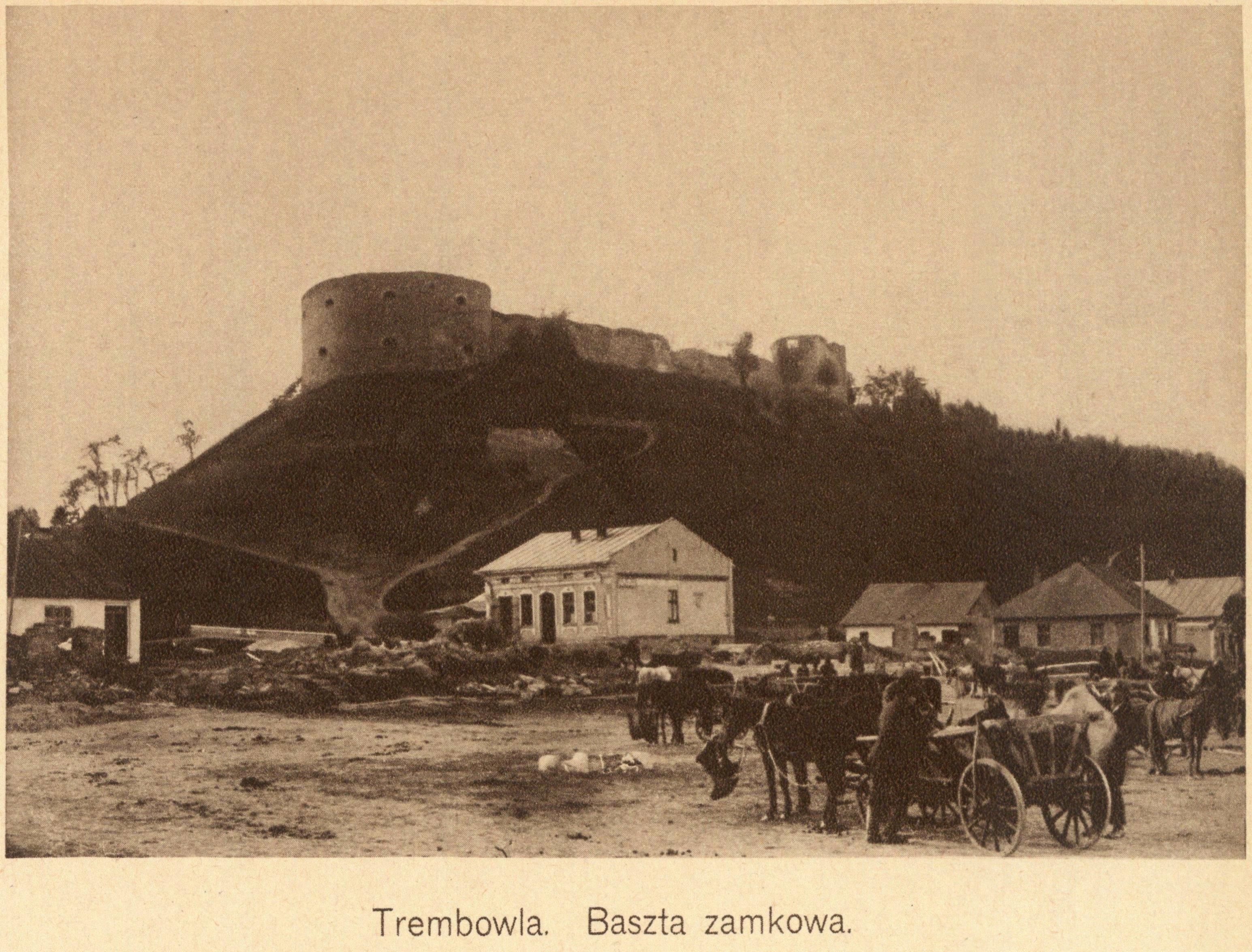
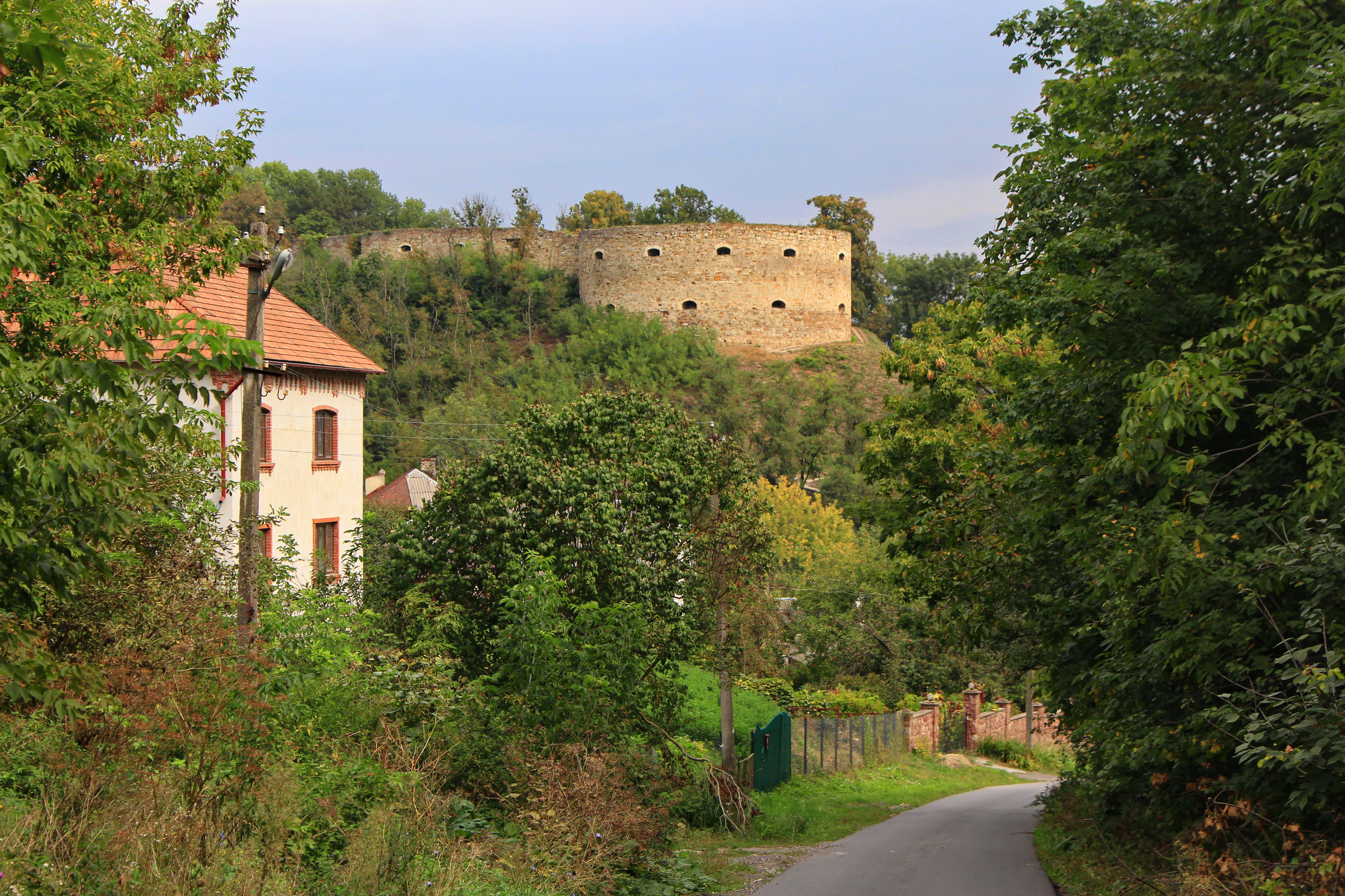
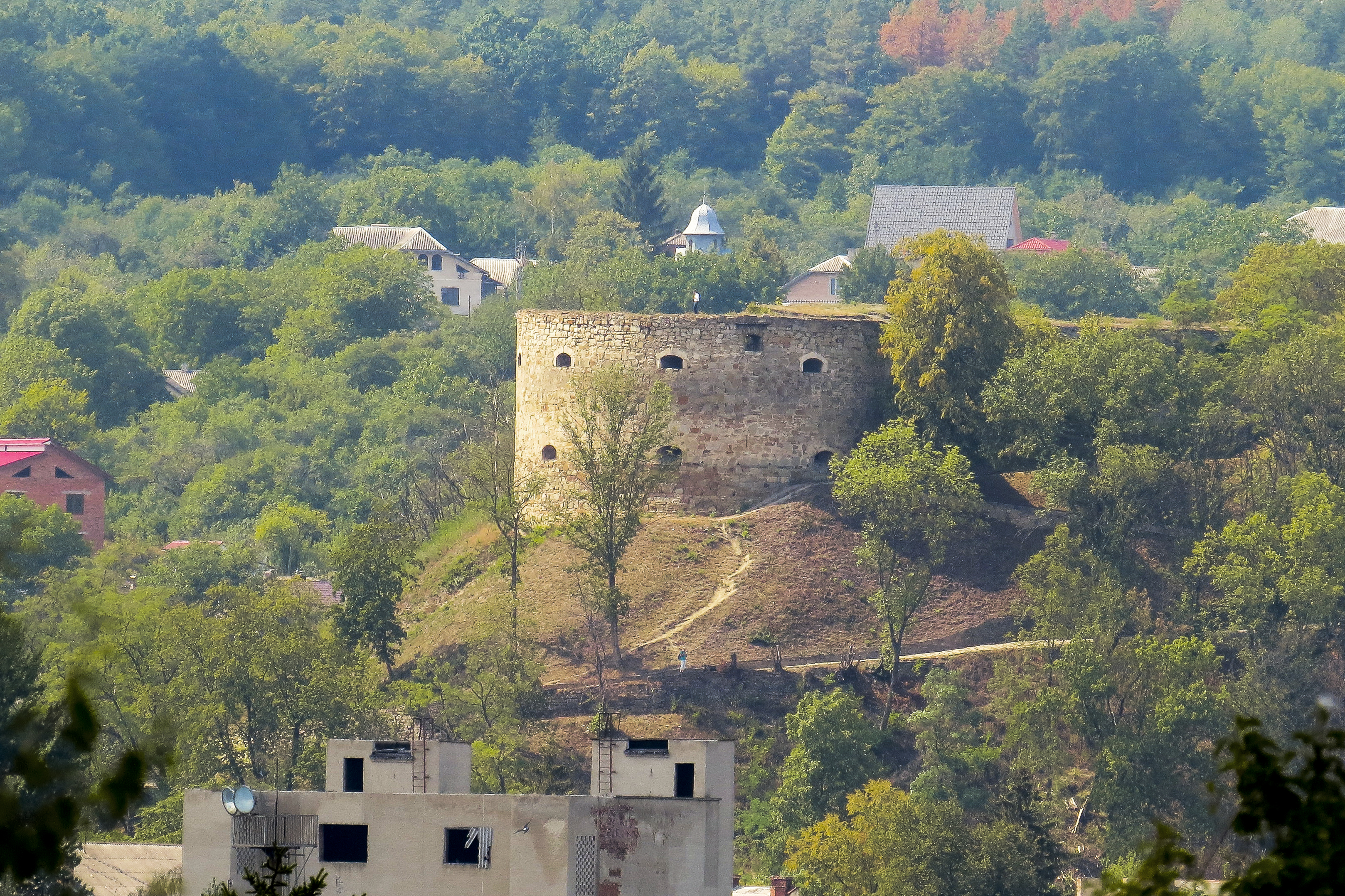
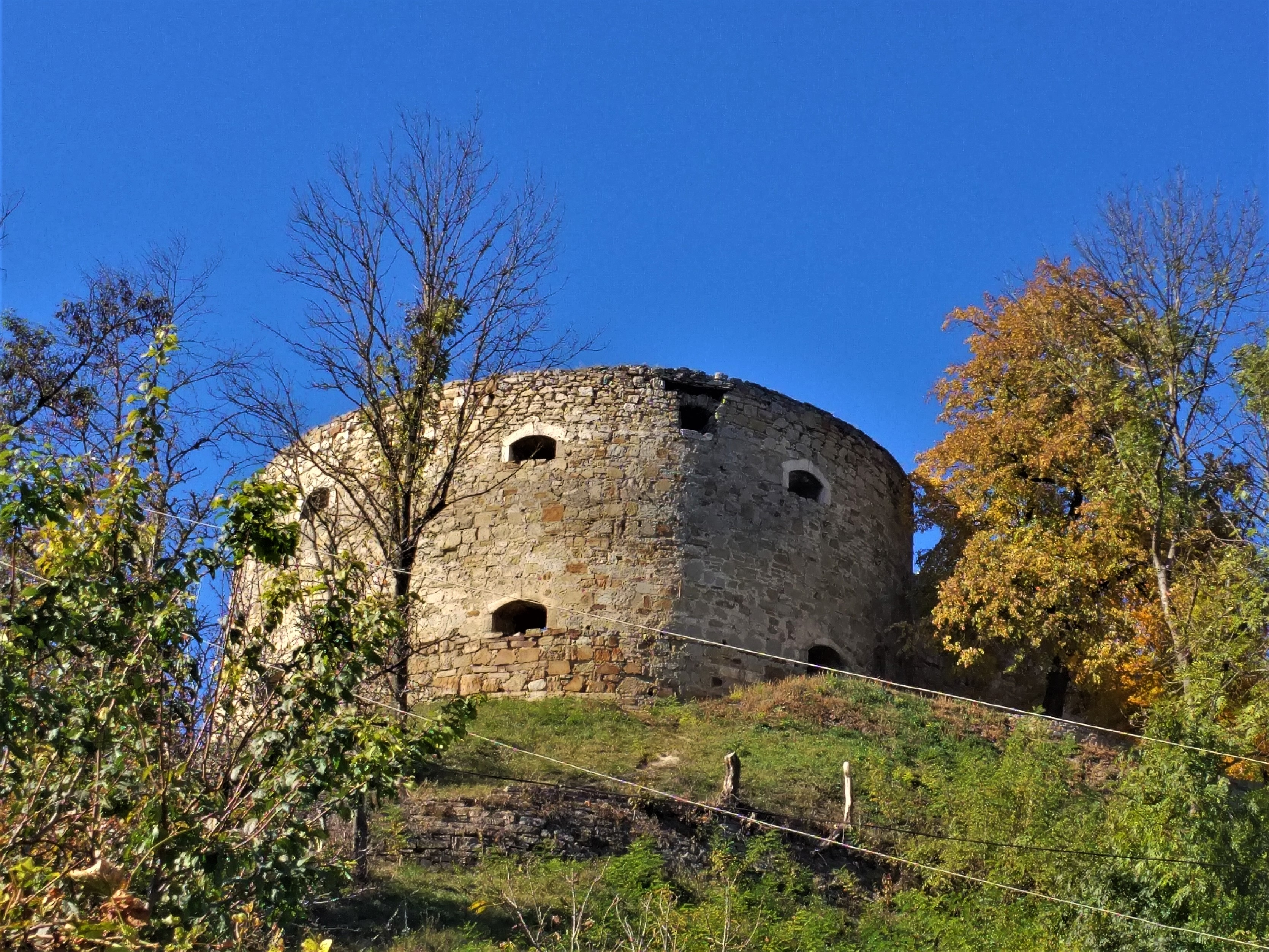
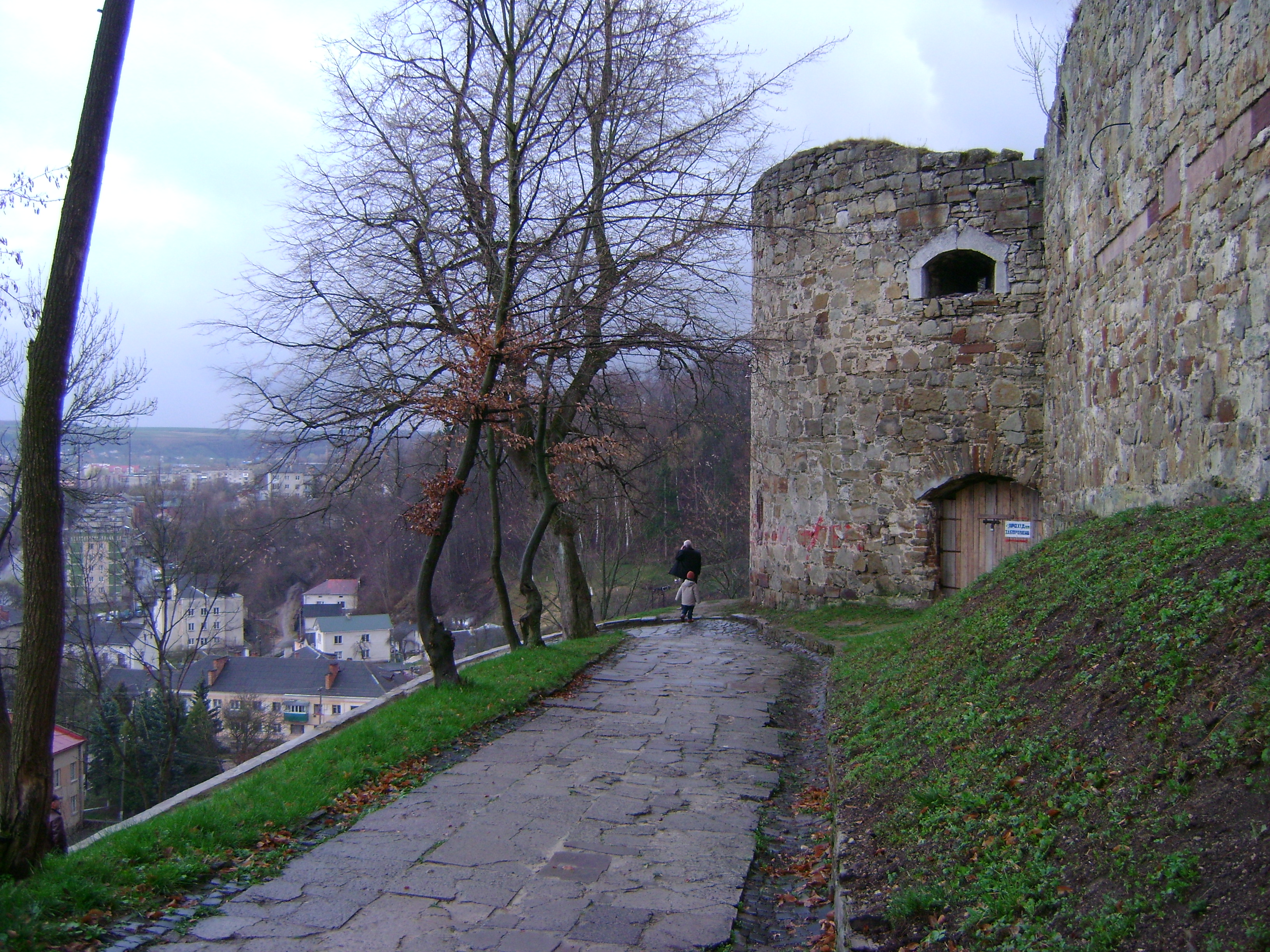
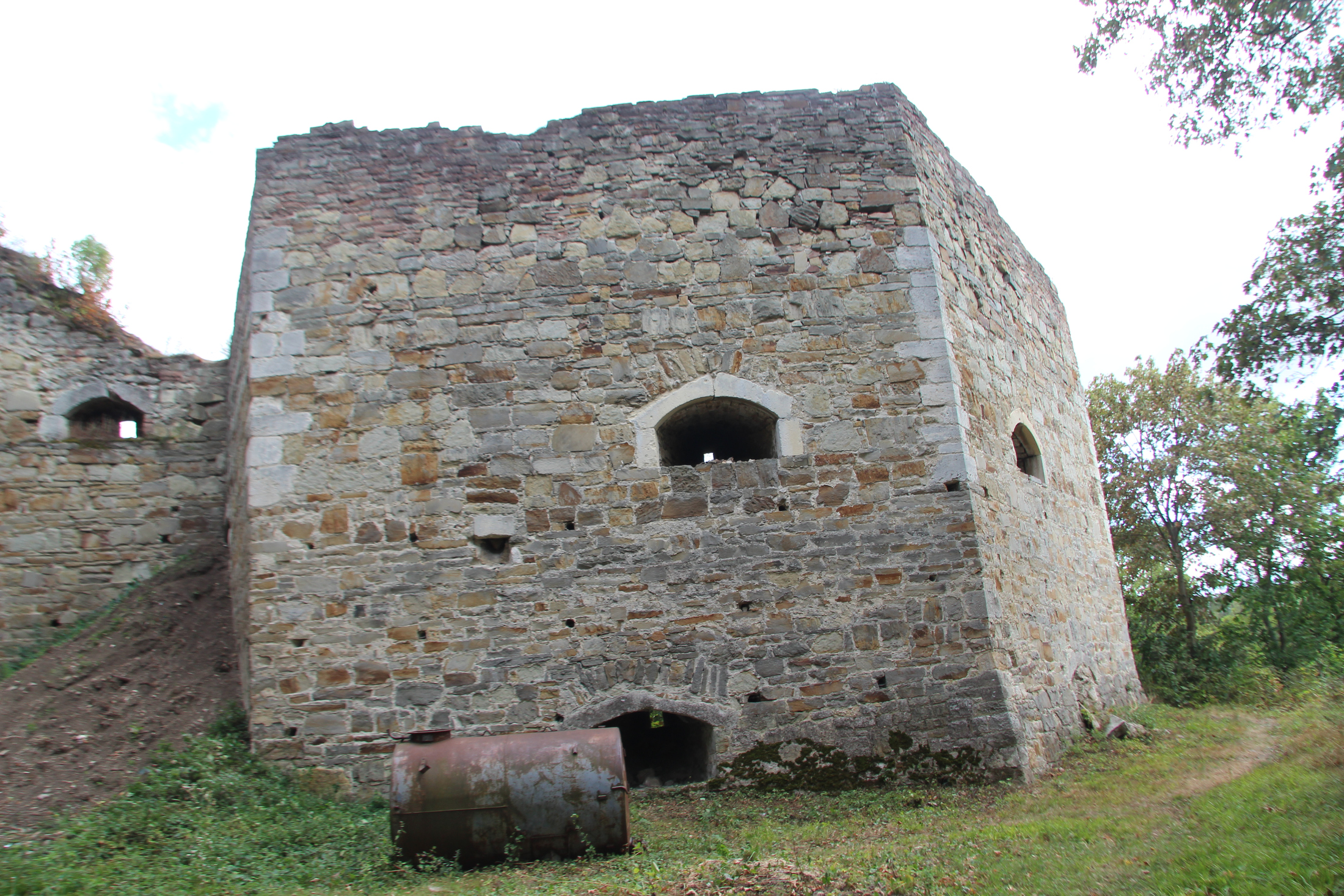
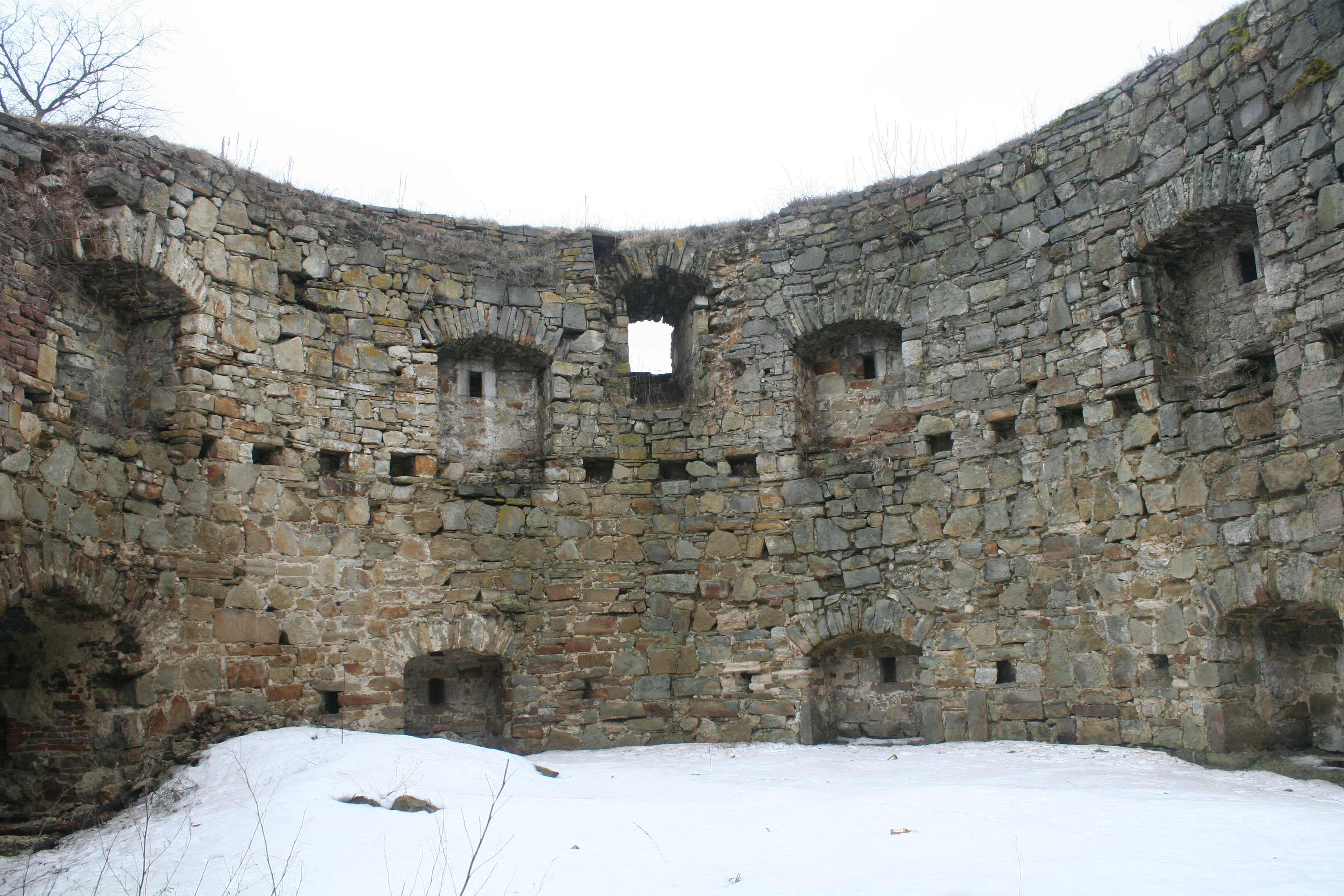
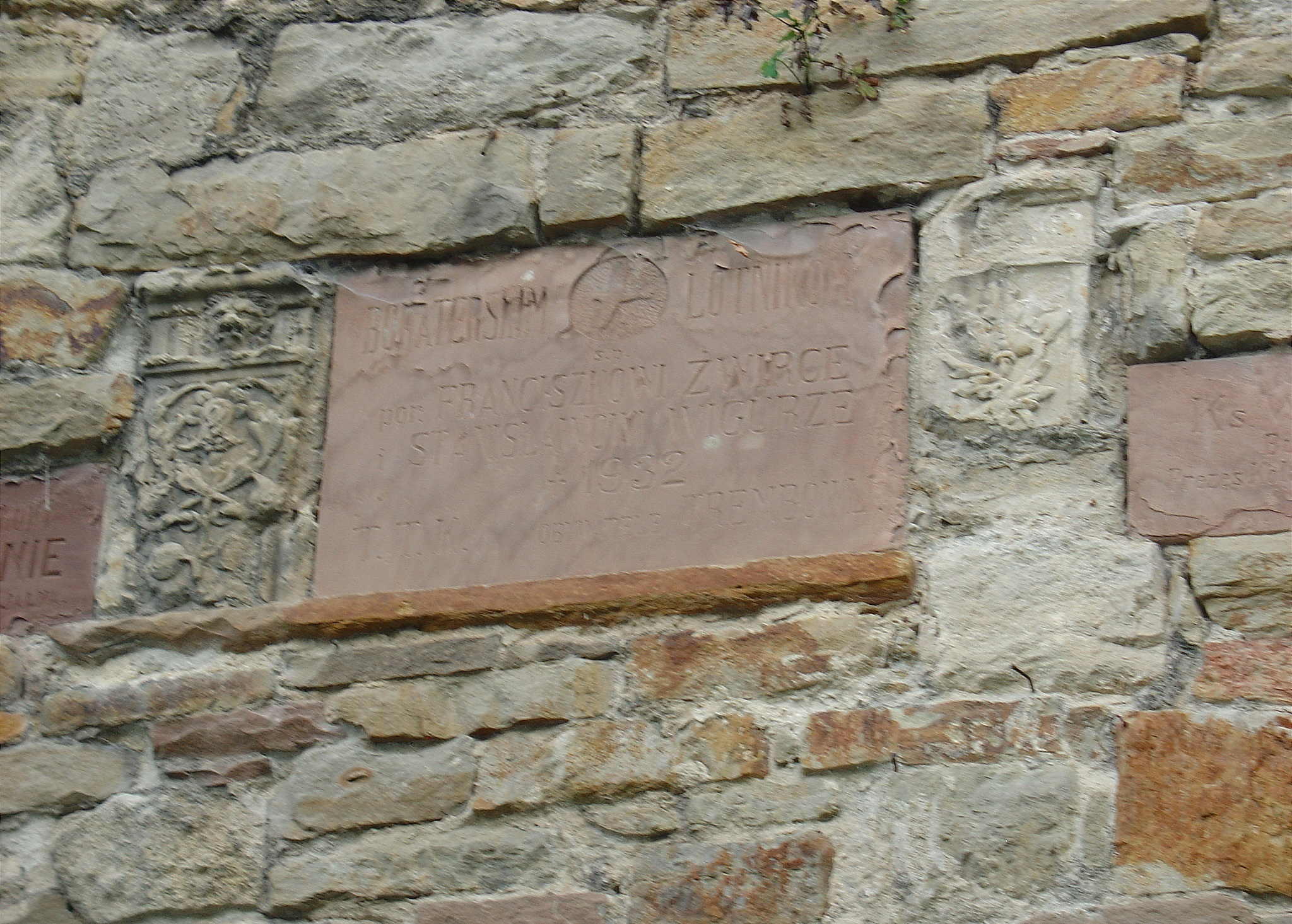
Tablica lotników Żwirki i Wigury
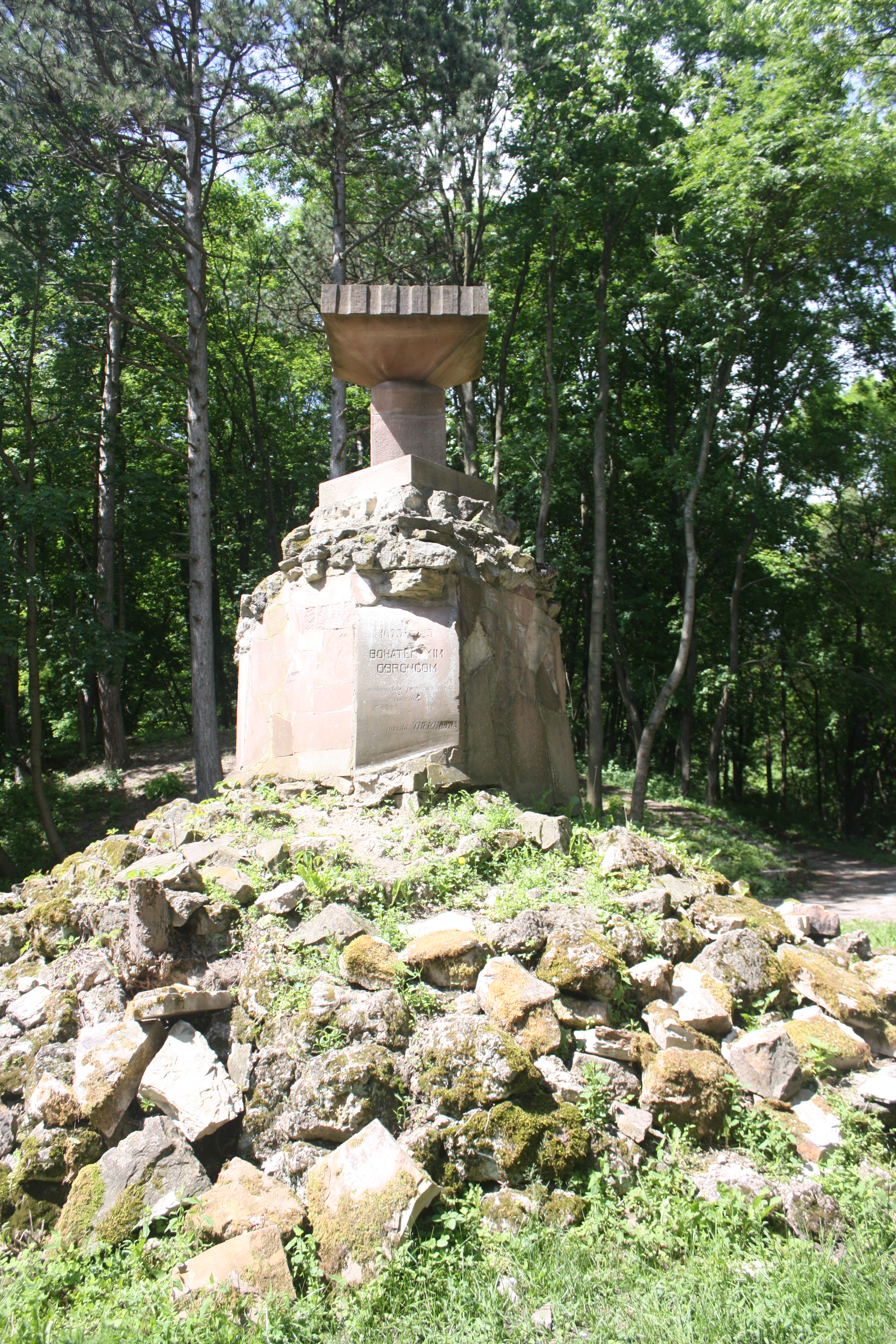
Postument pomnika Zofii Chrzanowskiej
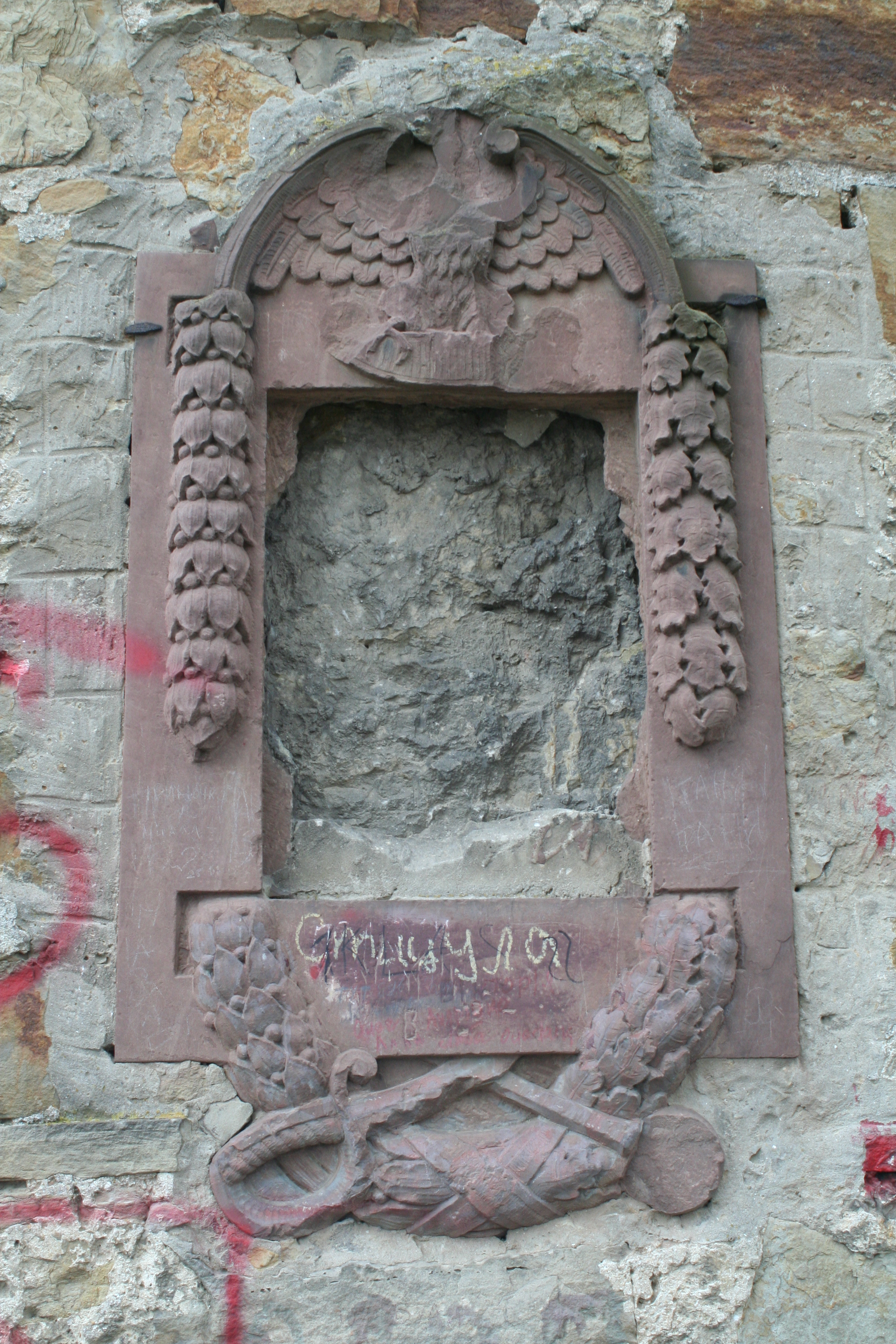
Zniszczona tablica na wieży zamkowej
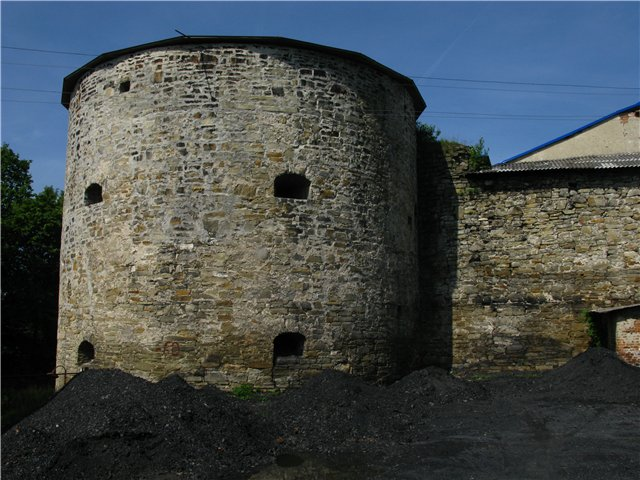
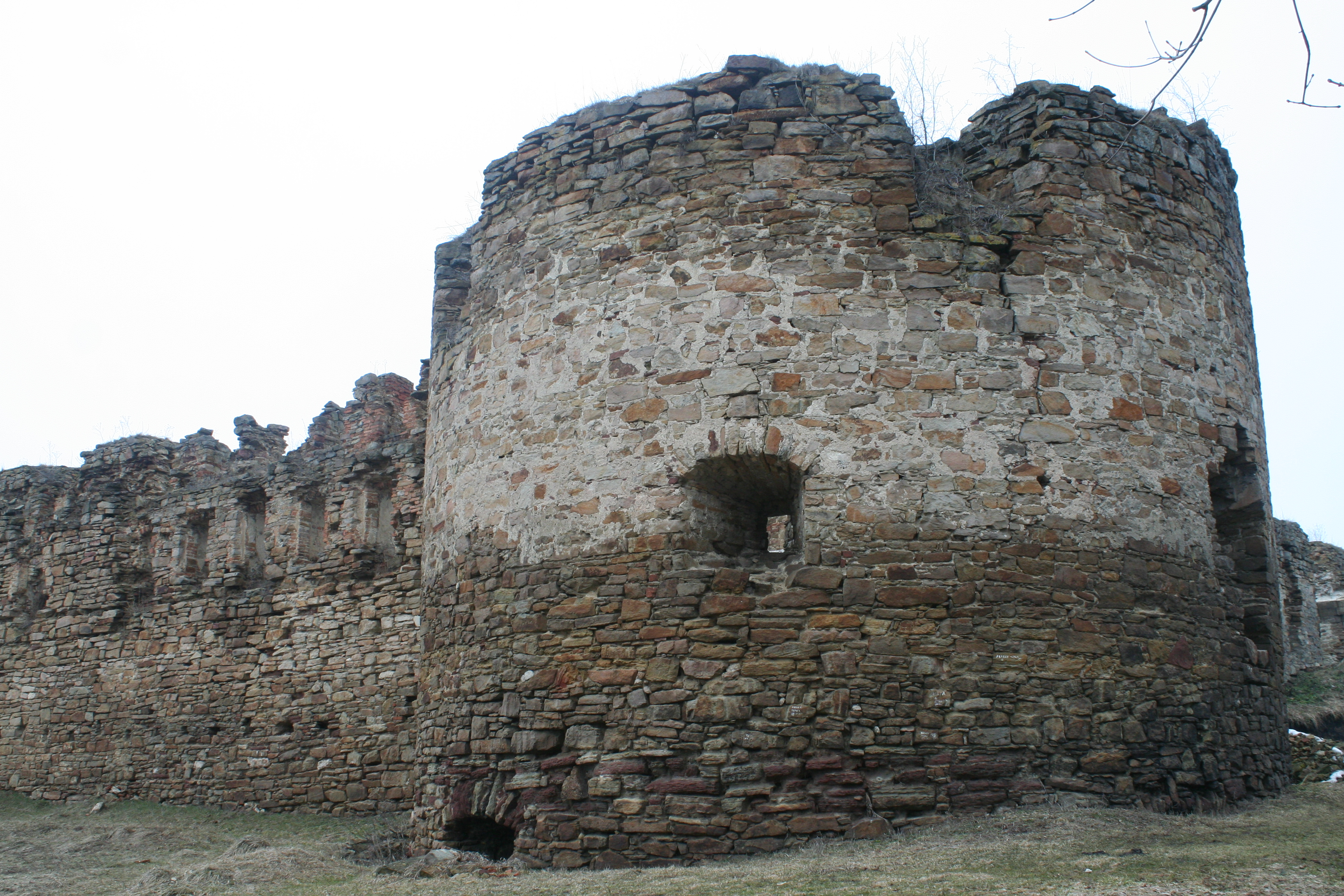
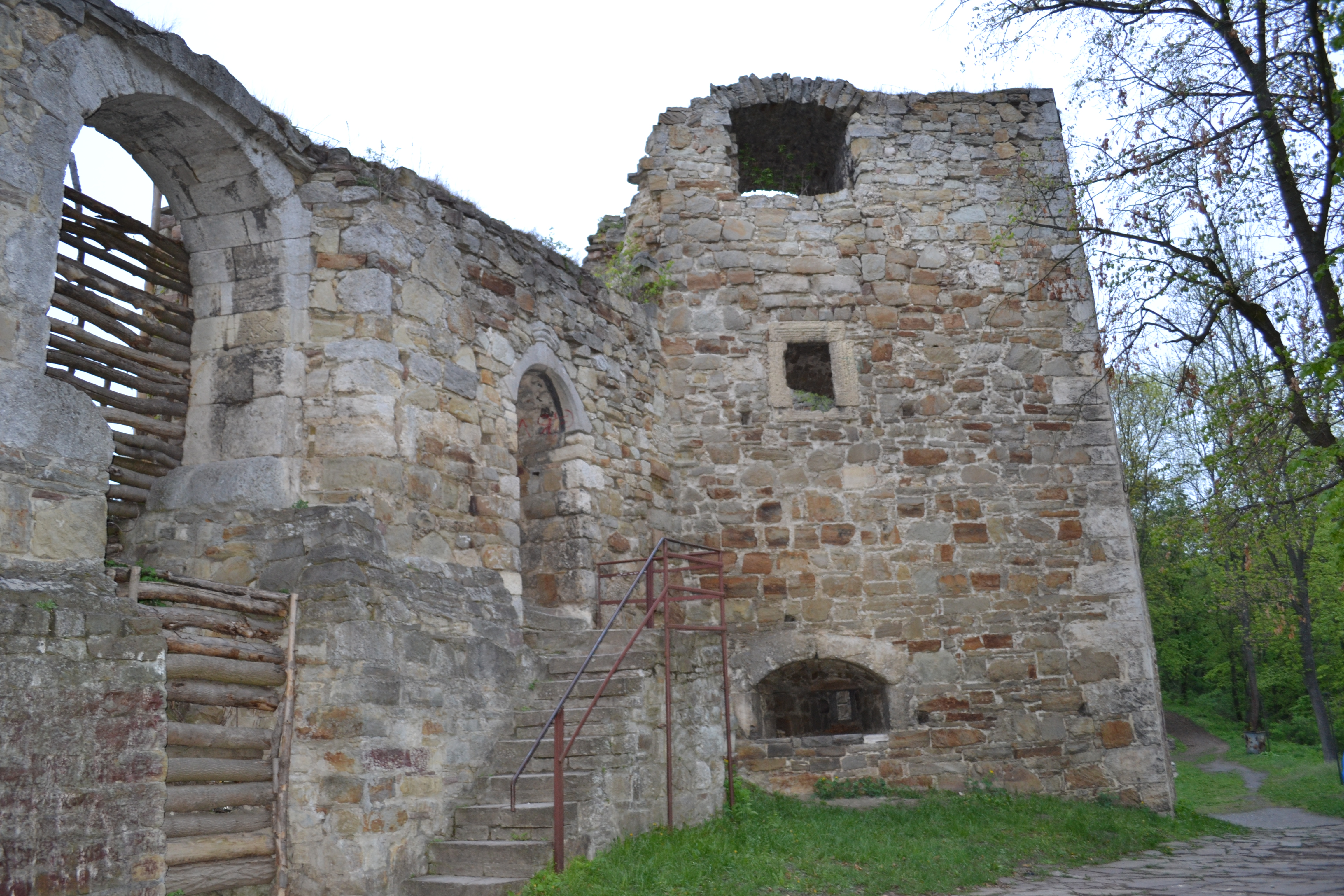
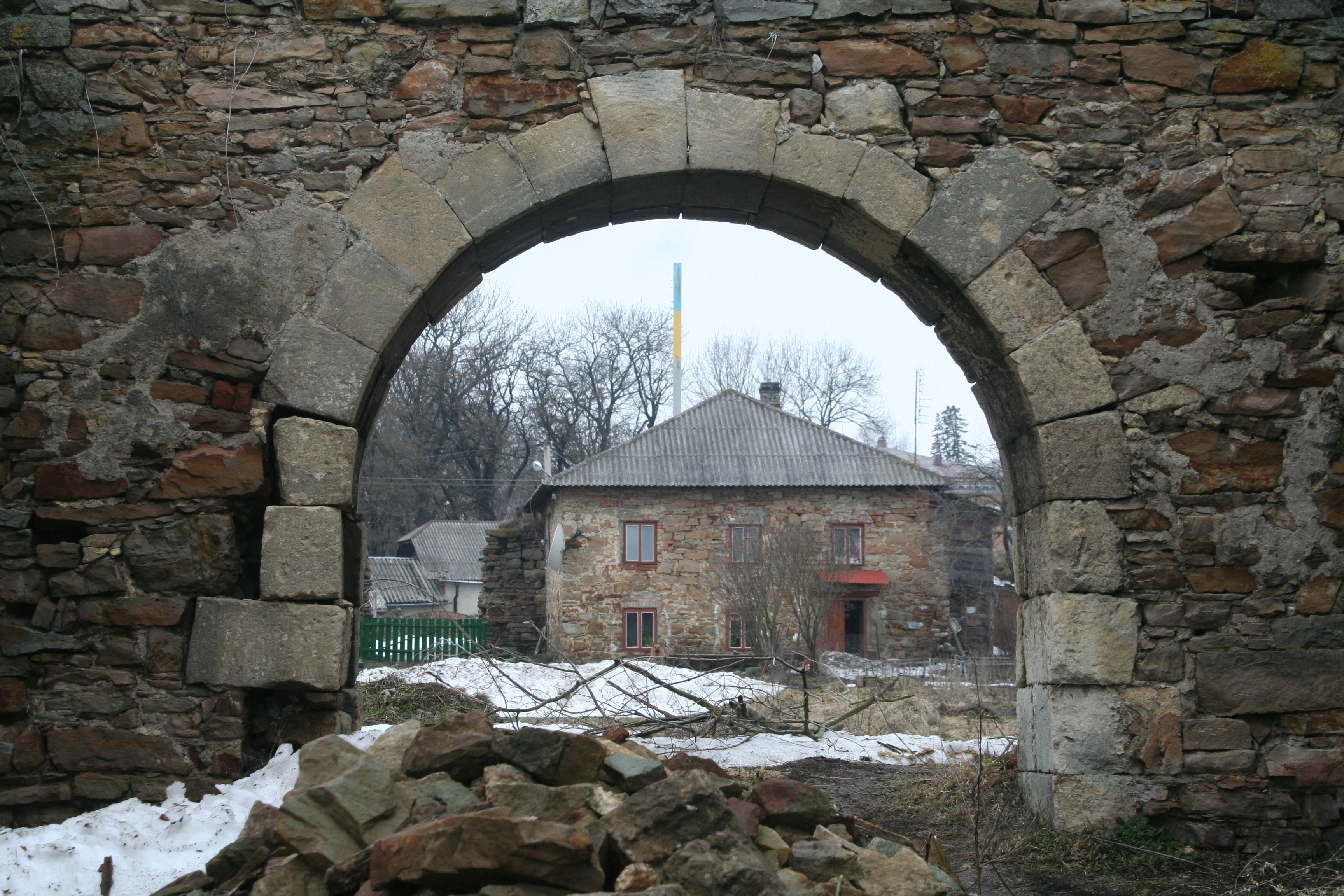
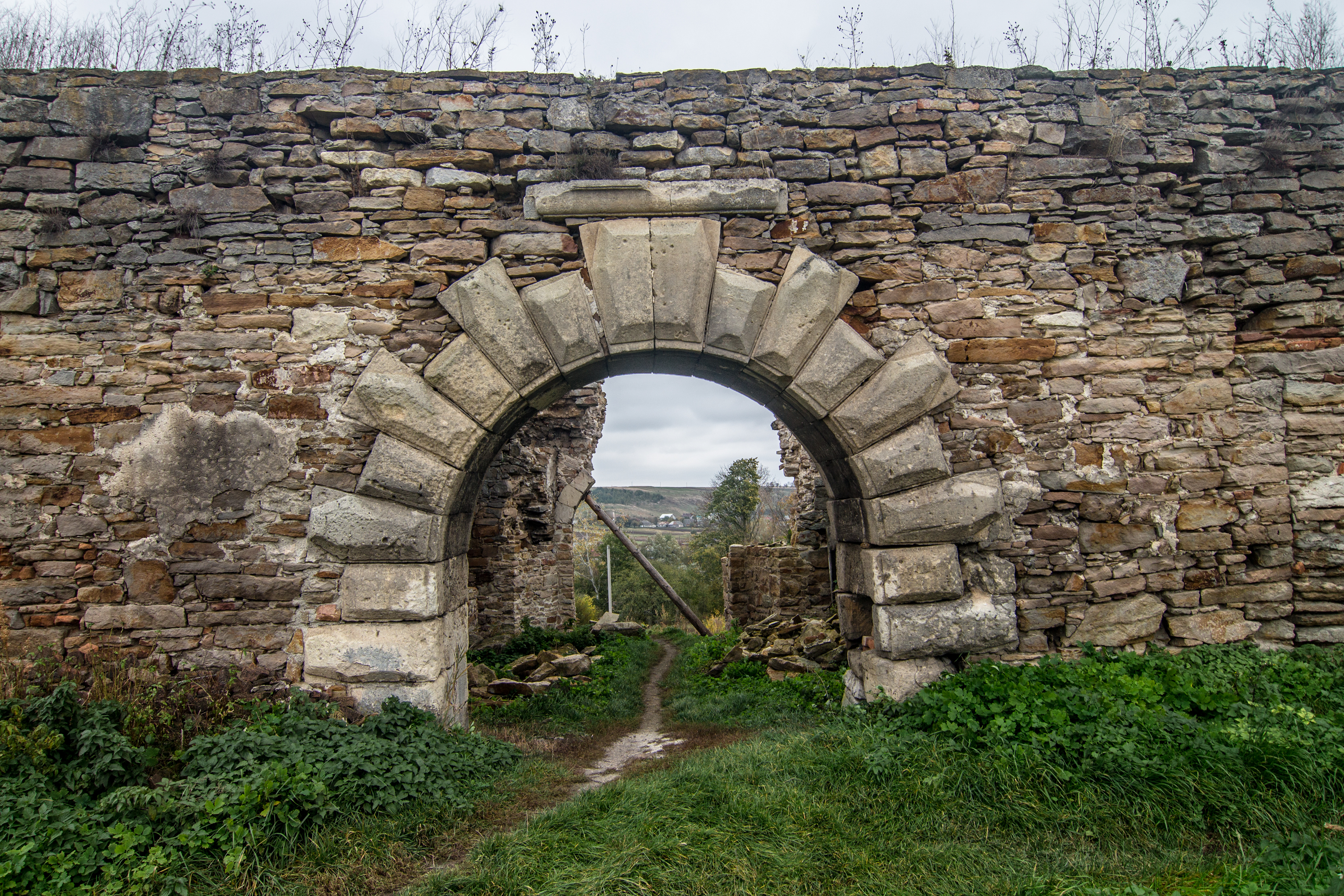
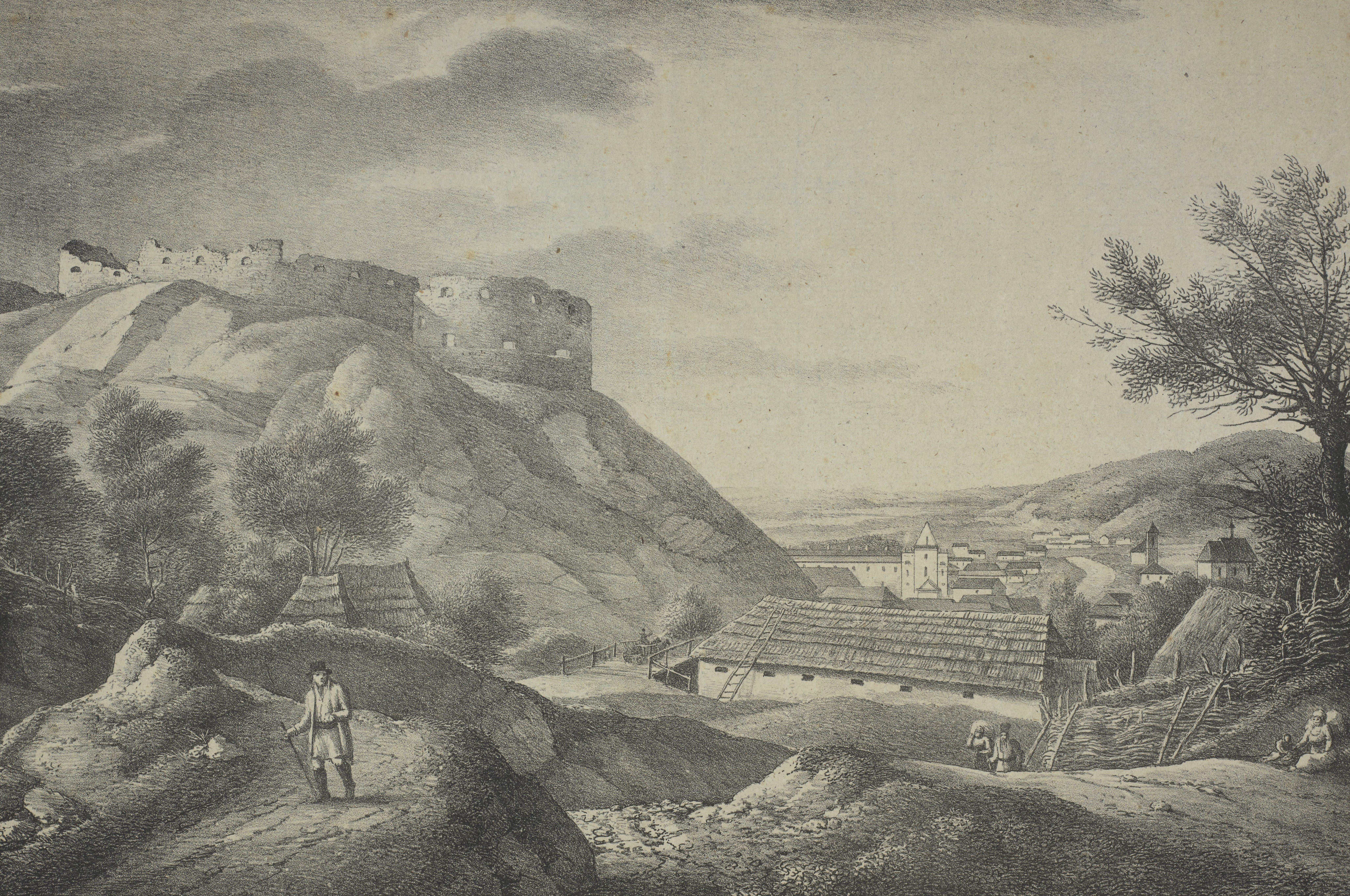
Widok zamku około 1823
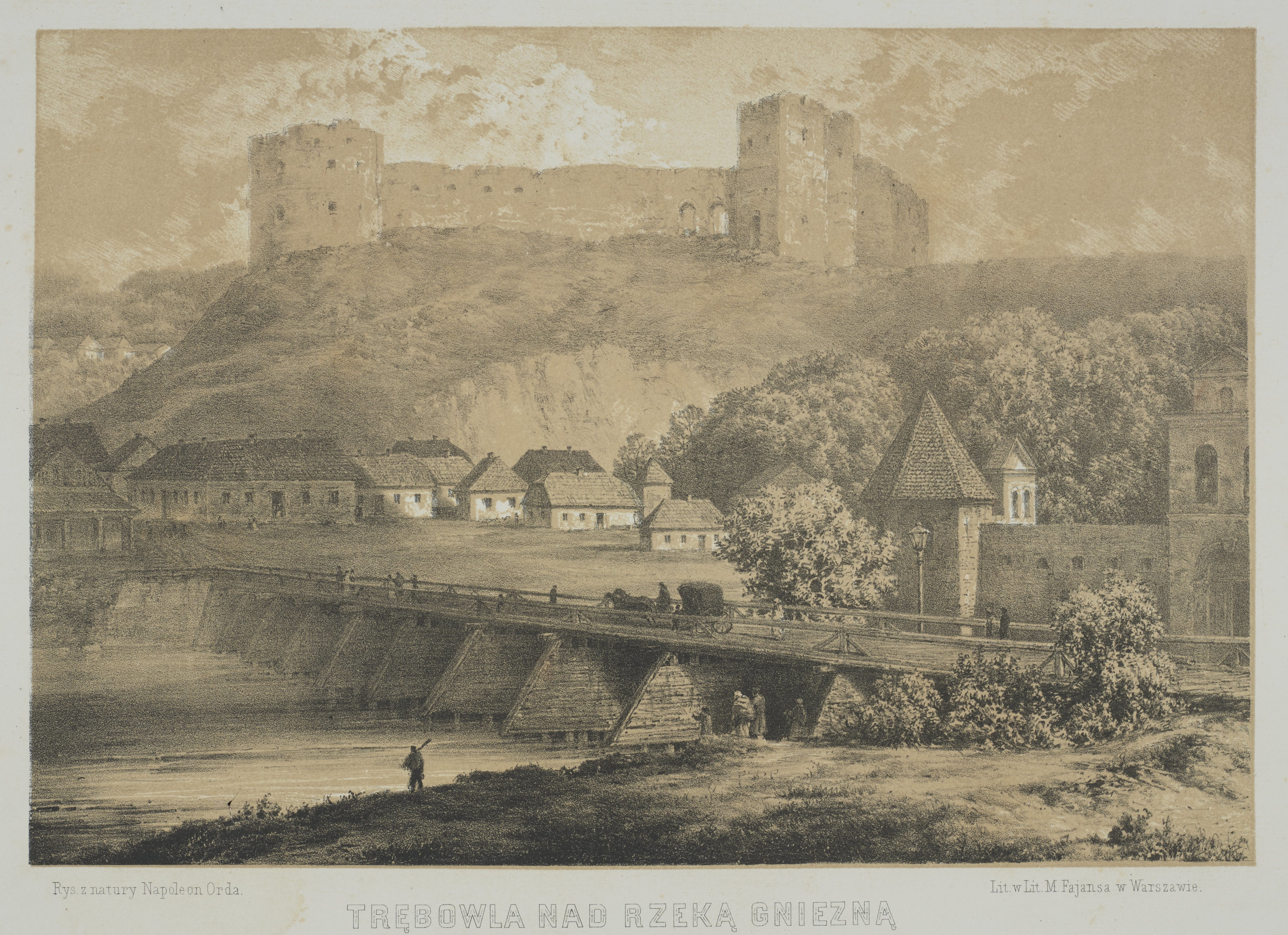
Zamek na grafice N. Ordy, XIX w.
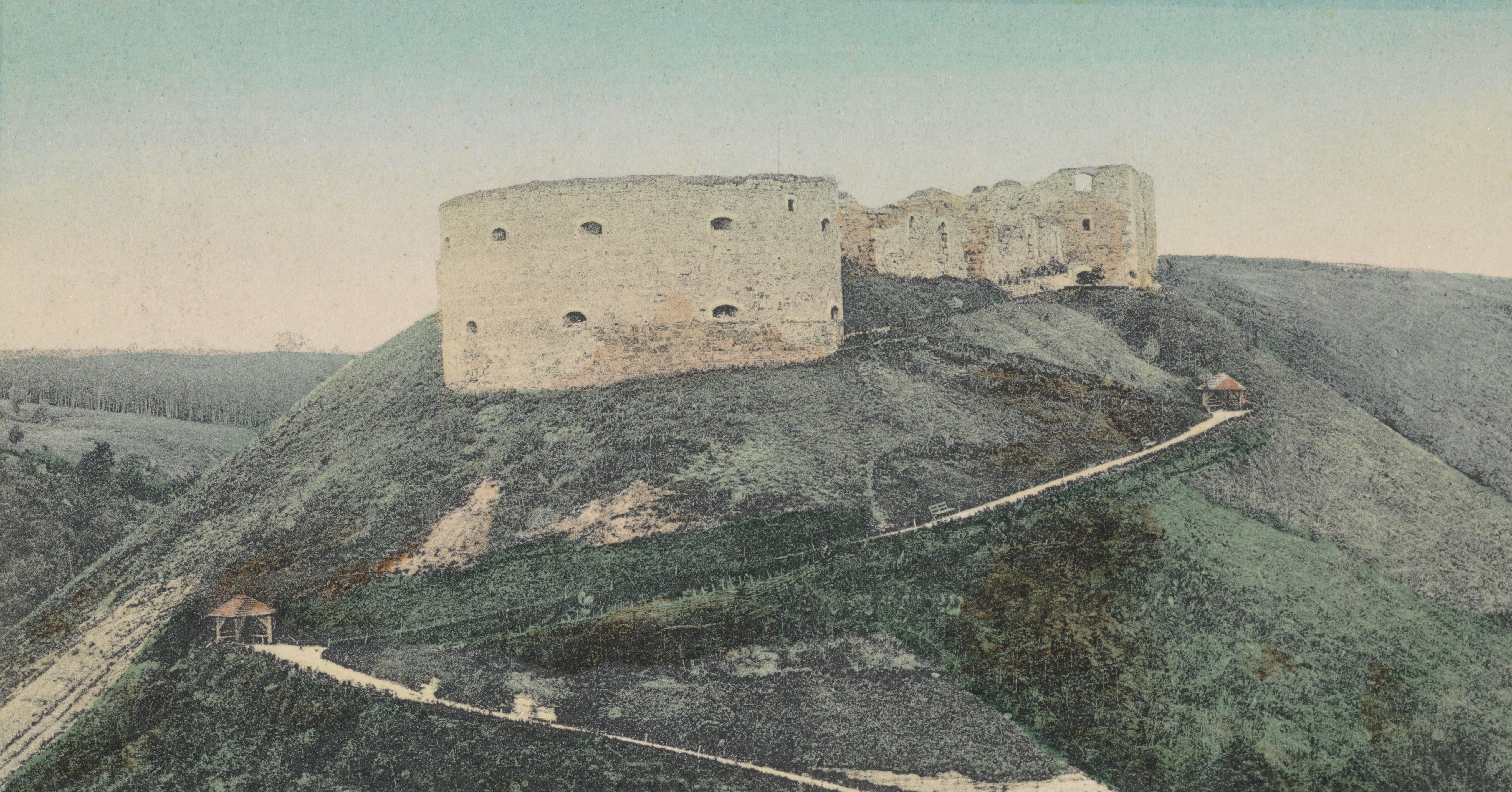
Widok ogólny, przed 1914
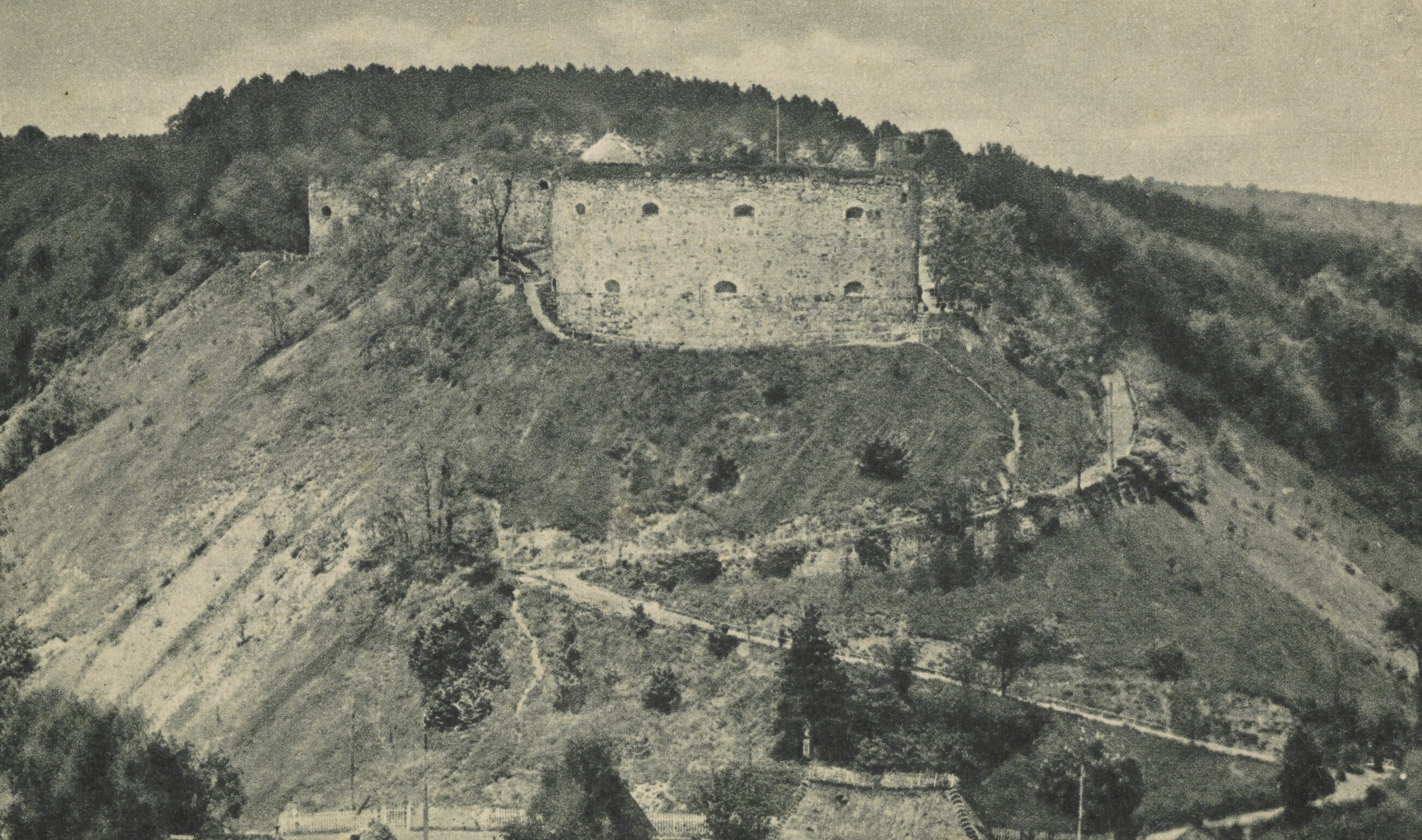
Ruiny zamku w latach 30. XX w.
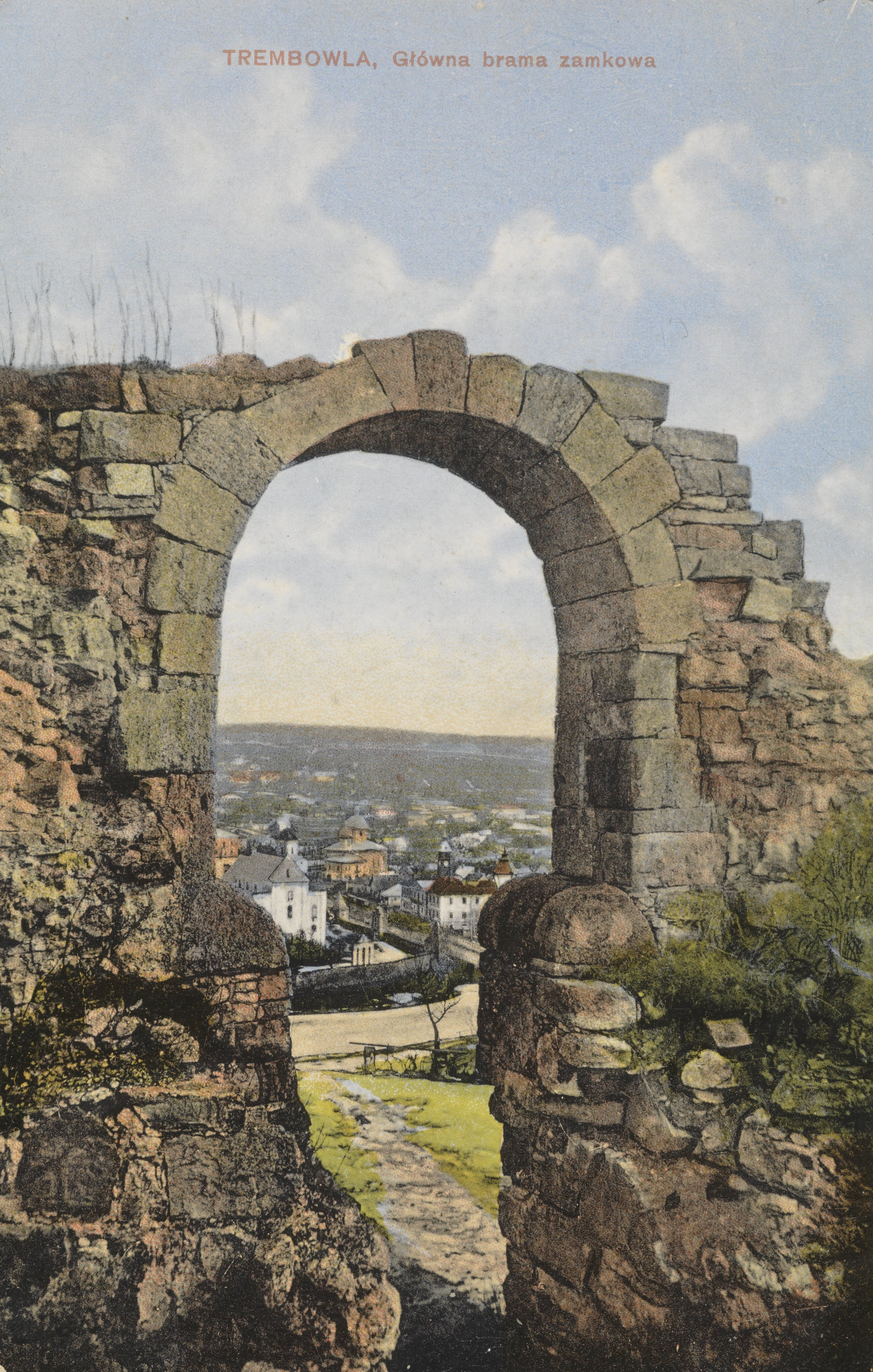
Ruiny bramy głównej